# Batalla de la Sierra
La batalla de la Sierra o batalla del Desfiladero de la Sierra (239 a. C.) fue un enfrentamiento militar que tuvo lugar en el contexto de la guerra de los Mercenarios. En ella, Amílcar Barca arrastró a los rebeldes, superiores en número, a un desfiladero conocido como la Sierra, sitiándoles en su interior. Tras la rendición de los generales rebeldes, el ejército de estos fue pasado a cuchillo.

## Contexto
En el año 239 a. C. Naravas, un noble de Numidia, inicialmente en las filas rebeldes, se unió a Amílcar con dos mil jinetes. Amílcar, superior en caballería y elefantes, comenzó una guerra de suministros que obligó a los líderes mercenarios a abandonar el sitio de Cartago ante el peligro de convertirse ellos mismos en sitiados.
Tras replegarse a Túnez, un ejército mixto mercenario y africano, liderado por Spendios, Autarito y Zarza se puso de nuevo en campaña, en un número de cincuenta mil soldados, más de tres veces mayor que el ejército de Amílcar. La superioridad de este en tropas ligeras, sin embargo, los obligaba a mantenerse en terreno accidentado, evitando los llanos.
De este modo, comenzó una guerra de guerrillas en la que Amílcar atraía a grupos de tropas aisladas o conducía a emboscadas a los rebeldes aparentando disponerse para batalla campal, erosionando poco a poco al ejército rebelde. Finalmente, los condujo hacia un desfiladero conocido únicamente por el nombre que le da Polibio: la Sierra, cerca de Djebel Ressas.

El lugar donde aconteció esta acción recibe el nombre de la Sierra por el parecido que tiene su geografía con dicho instrumento
Polibio, Historia Universal Bajo la República Romana, Lib.I Cap.XXIII

## La batalla

### El sitio
El ejército cartaginés cavó fosos y trincheras a la entrada del desfiladero, encerrando a los rebeldes en su interior. Cuando los suministros de estos finalizaron, se produjeron escenas de canibalismo. Al tiempo, la situación se hizo insostenible, los refuerzos que debían llegar de Túnez no aparecían, y se acabaron los cuerpos de los esclavos. Los rebeldes protestaron contra sus líderes, que decidieron entregarse a Amílcar.

### El tratado
Los jefes mercenarios, Autarito, Spendios y Zarza, firmaron un acuerdo con Amílcar por el cual le era lícito a este elegir a diez de entre ellos, que serían ejecutados. El resto serían desarmados y liberados. Hecho esto, el general escogió a los tres líderes como parte de los diez que mencionaba el tratado, junto a siete líderes africanos.

### La masacre
Sin embargo, los africanos, al conocer la retención de sus jefes y desconociendo los términos del tratado, sospecharon que habían sido vendidos al enemigo, y se alzaron en armas contra los cartagineses que les cercaban. Amílcar ordenó la defensa y les rodeó con los elefantes y demás tropas ligeras, pasando a cuchillo a todos, en un número de cuarenta mil.

## Consecuencias
El grueso del ejército rebelde había sido destruido. La mayoría de las ciudades africanas, cuyos soldados habían caído en la Sierra, regresaron al bando cartaginés. El libio Matón quedaba como único líder de la rebelión, acuartelado en Túnez.
Cartago reunió al penúltimo contingente y lo envió a sitiar Túnez, al mando de un capitán llamado Aníbal. La guerra parecía a punto de finalizar, aunque el fracaso del asedio hizo que se alargara en el tiempo.